# マイク・マーシャル (ミュージシャン)
“マイク”マイケル・ジェームズ・マーシャル (Michael James "Mike" Marshall, 1957年7月17日 - )はアメリカ合衆国の弦楽奏者。

## 経歴
ペンシルベニア州ニューキャッスルの生まれ。フロリダの中央で育ち、現在はカルフォルニア州オークランドに在住。
1980年代初頭からニュー・アコースティック・ミュージックに携わる。マーシャルは様々なジャンル（ブルーグラス、クラシック、ジャズ、ブラジル音楽など）のアーティストたちと共演・レコーディングを行っている。フラットマンドリンを始めとしたマンドリン類の楽器や、ギター、ヴァイオリンを演奏する。
マーシャルは様々なコンテンポラリーなアコースティックミュージシャンと共にレコーディングやツアーを行っている。例えば、デビッド・グリスマン、トニー・ライス、マーク・オコナー、ステファン・グラッペリ、ダロル・アンガー、バーバラ・ハイグビー、ジェリー・ダグラスなど。Sony Classic labelから出した二つのアルバムはビルボードのクラシック・ミュージック・チャートに載った。一つはバンジョー弾きのベラ・フレック(Béla Fleck)、ベース弾きのエドガー・メイヤーと共にレコーディングした"Uncommon Ritual"。もう一つは、ヴァイオリン弾きのジョシュア・ベル(Joshua Bell)、マンドリン弾きのサム・ブッシュ、ベース弾きのエドガー・メイヤーと共にレコーディングした"Shor Trip Home"である。
マーシャルと彼の長年の相方であるダロル・アンガーはデュオで、Compass, Windham Hill Recordsから6枚のアルバムをリリースしている。彼ら二人が所属する、実験的なブルーグラスのバンド、サイコグラス(Phychograss)には他にギター弾きのデビッド・グリアー(David Grier)、バンジョー弾きのトニー・トリシカ、ベース弾きのトッド・フィリップスが所属している。
1984年から1990年の間、マイク・マーシャルはモントレックスに所属していた。モントレックスのバンド名は、モントレックス・ジャズ・フェスティバルでの演奏をレコーディングした、Live at Montreux – Darol Anger/Barbara Higbie Quintetに由来する。このバンドは解散するまでに"Sign Language","Let Them Say"の二つのスタジオレコーディングアルバムをリリースした。
マーシャルはクラシック音楽への強みを生かして、1986年にModern Mandolin Quartetを結成した。このバンドはバンドリンファミリーの楽器から構成され、Windham Hill Recodsで4枚のアルバムレコーディングを行った。1995年にはカーネギー・ホールでの演奏を果たした。
マイクはマンドリン弾きのクリス・シーリとの共演を行っている。彼らのアルバム"Into the Cauldron"はSugar Hill Recordsから2003年にリリースされ、Amazon.comの2003年のアルバムランキングTop 10入りを果たした。彼らのデュオはブルーグラスミュージックを基礎とするが、クラシックやニュー・アコースティックへの情熱もまた演奏へ反映させている。
ツアーやレコーディングといった活動に加えて、マイクは音楽レーベル Adventure Musicのパートナーでもある。マイクのプロジェクトとして、ブラジルからのアルバムリリースが挙げられる。彼の最近のリリースにはピアニストJovino Santos Netoとのデュオによる"Serenata"(Hermeto Pascoal作曲)や、彼のブラジル音楽のバンドChoro Famosoなどがある。
彼は、San Francisco public radioのKQED's トークショー"Forum with Michael Kransny"のために、"Peter Pan"のテーマソングを作曲した。
マーシャルは料理人でもあり、サンフランシスコ沿岸のシェフたちに音楽のレッスンを行う代わりに、料理レッスンを行ってもらう企画でよく知られている。また、彼はオークランドのゲイターランドスタジオに拠点を置くプロデューサーでもある。
彼の元妻はヴァイオリン奏者のKaila Flexerであり、彼女との間に一人の娘がいる。
マイクの現在の妻はCaterina Lichtenbergで、共にAdventure Musicからアルバムをリリースしている。
2011年6月から、オンライン・マンドリン・スクールでブルーグラスを専門として教鞭をとっている。